# Вертер (опера)
«Вертер» (фр. Werther) — лірична драма французького композитора Жюля Массне. Французьке лібрето Едуара Бло, Поля Мільє та Жоржа Артман за мотивами роману Гете «Страждання юного Вертера» (1774). Массне написав оперу в 1886 — 1887 роках, але опера не була поставлена в оригіналі. Прем'єра відбулася у Віденській державній опері 16 лютого 1892 року німецькою мовою в перекладі Макса Кальбека. Прем'єра французькою мові відбулася 27 грудня 1892 року в Женеві, у Франції прем'єра опери відбулася 16 січня 1893 року в Парижі в Опера-комік. «Вертер» — одна з найпопулярніших опер Массне. Вона регулярно ставиться в багатьох театрах світу.

## Дійові особи
| Партія                                                               | Голос          | Виконавець на прем'єрі 16 лютого 1892 (Диригент: Вільгельм Ян) |
| -------------------------------------------------------------------- | -------------- | -------------------------------------------------------------- |
| Вертер, 23 року                                                      | тенор          | Ернест ван Дейк                                                |
| Альберт, 25 років                                                    | баритон        | Фріц Найдль                                                    |
| Суддя, 50 років                                                      | бас            | Майєрхофер                                                     |
| Шмідт, один судді                                                    | тенор          | Шліттенхельм                                                   |
| Йоганн, друг судді                                                   | бас            | Фелікс                                                         |
| Брюльманн, молода людина                                             | баритон        |                                                                |
| Шарлотта, дочка судді, 20 років                                      | мецо-сопрано   | Марі Ренар                                                     |
| Софі, її сестра, 15 років                                            | сопрано        | Еллен Фостер-Брандт                                            |
| Катха, молода дівчина                                                | мецо-сопрано   |                                                                |
| Діти: Фріц, Макс, Ганс, Карл, Гретель, Клара                         | альти, сопрано |                                                                |
| Маленький селянин, слуга, жителі містечка Вецлар; гості та музиканти |                |                                                                |

## Зміст

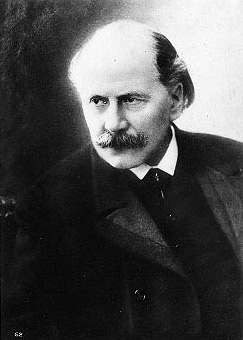
Жюль Массне

### Акт перший. У будинку судді
Липневий вечір в передмісті Франкфурта Вецлар. Вдівець-суддя вчить своїх шістьох маленьких дітей Різдвяному гімну. з'являються сусіди та приятелі судді Йоганн та Шмідт. Діти йдуть. Софі розповідає, що Шарлотта збирається на бал. Цього разу її супроводжуватиме молодий приїжджий Вертер, оскільки її наречений Альберт у від'їзді. Йоганн та Шмідт вважають, що Вертер дивний. Суддя запрошує друзів випити, і вони йдуть. Входить Вертер, він захоплений ідилією маленького містечка, його близькістю з природою (арія «Je ne sais si je veille ou si je rieve encore!.. O Nature, pleine de grace»). Вбігають діти, за ними Шарлотта та суддя. Шарлотта готова йти, але перш вона повинна нагодувати молодших братів та сестер вечерею. В захопленні спостерігає Вертер за Шарлоттою. Вона здається йому втіленням жіночності. суддя розповідає, що Шарлотта після смерті його дружини замінила молодшим дітям матір. Але ось за Шарлоттою та Вертером приходить молодь на чолі з Брюльманном та Катха, і всі йдуть на бал. Діти лягли спати. У вітальні залишаються суддя та Софі. Суддя випиває ще стаканчик на ніч і йде в супроводі Софі.
В будинку все стихло. Раптово входить Альберт. Він повернувся з подорожі і хоче негайно побачити Шарлотту. Але на його поклик виходить Софі. Вона пояснює, що Шарлотта пішла з молоддю на бал. Альберт розмірковує про своє майбутнє, про те, яким надійним буде його дім, коли дружиною його стане Шарлотта (арія «Elle m'aime! Elle pense а moi! »). Альберт йде. Повертаються Шарлотта та Вертер. Схвильовано та радісно освічується Вертер у своєму коханні. Шарлотта теж полюбила Вертера, вона майже готова забути Альберта. У цей момент голос судді повертає її до дійсності. Суддя радісно говорить про те, що Альберт повернувся. Шарлотта в жасі відштовхує Вертера та тікає. Вертер у розпачі.

### Акт другий. Центральна площа Вецлара
Вересневий день. Йоганн та Шмідт обговорюють місцеві плітки. Сьогодні річниця весілля пастора та очікується святкова хода. Між іншим згадується і про те, що Альберт та Шарлотта кілька місяців тому одружилися і на думку місцевих пліткарів складають прекрасну пару. Шарлотта та Альберт йдуть до церкви. Альберт міркує про місцеві новини. Коли вони входять в церкву, з'являється Вертер. Його мучить смуток і ревнощі (арія «Un autre est son epoux! Un autre est son epoux! »). Шмідт та Йоганн спостерігають за Вертером і його дивною поведінкою. З церкви виходить Альберт. Він запитує, чому Вертер такий сумний. Коли той дає двозначну відповідь, оскільки його засмучує нерозділене кохання, Альберт вирішує, що Вертер закоханий у Софі. У цей час вдається Софі. Вона весела та радісна, намагається розвеселити Вертера та кличе його на свято  (арія «Frère! voyez! Voyez le beau bouquet!.. Du gai soleil, plein de flame»). Альберт відводить Софі в церкву. Виходить Шарлотта. З ніжністю згадує Вертер першу зустріч, прогулянку місячною ніччю. Шарлотта намагається відігнати ці спогади. Над нею тяжіє почуття обов'язку і заради цього обов'язку вона просить Вертера виїхати. Вертер від'їжджає, в розпачі він думає лише про смерть (арія «Pourquoi trembler devant la mort?»).
З церкви виходить Софі з Альбертом. Софі впевнена, що Вертер буде на святі її кавалером. Вона бере Вертера під руку, але той виривається і, попрощавшись, іде. Софі непритомніє. Альберт в подиві. У цей момент починається урочистий хід обивателів, присвячене річниці весілля пастора.

### Акт третій. У будинку Альберта

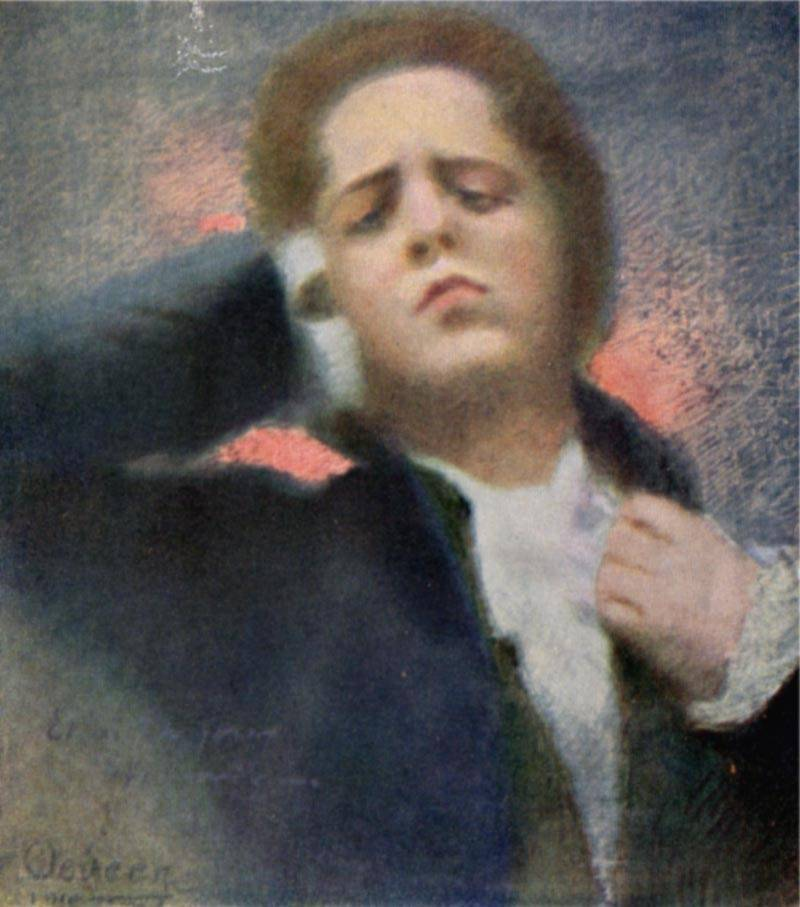
Леонід Собінов в ролі Вертера

Переддень Різдва. Глибоко замислившись сидить за столом Шарлотта. Вона перечитує листи Вертера. У ній бореться справжня любов з почуттям міщанської доброчесності та сімейного боргу (сцена «Werther... Werther...Qui m'aurait dit la place que dans mon coeur il occupe aujourd'hui?»). Входить Софі. Намагаючись розвеселити сестру, вона завдає їй удари, сама того не відаючи, говорячи про сімейне щастя Шарлотти з Альбертом, про їх майбутніх дітей. Софі повідомляє Шарлотті про приїзд Вертера. Після відходу Софі Шарлотта кидається на коліна та благає Бога зміцнити її рішення («Ah! mon courage m'abandonne! Seigneur! Seigneur! »). Раптово з'являється Вертер. Він повернувся в призначений день. Сумно згадує він недавнє минуле, вірші Оссіана, які перекладав для коханої (арія «Traduire! Ah! bien souvent mon rêve s'envola sur l'aile...Pourquoi me réveiller?»). Не вмаючи сил опиратися своїм почуттям, Шарлотта падає в обійми Вертера. Але, опанувавши себе, виривається і тікає. Вона не може знехтувати думкою суспільства. Вони повинні розлучитися назавжди. У відчаї Вертер залишає кімнату. Входить Альберт. Він бачив, що Вертер щойно вийшов з кімнати дружини. На питання чоловіка Шарлотта відповідає не до ладу. Вона абсолютно змучена поясненням з Вертером. Приходить слуга з листом. Вертер повідомляє про те, що виїжджає назавжди, і просить Альберта позичити пістолети. Підкоряючись чоловікові, Шарлотта віддає слузі скриню з пістолетами. Потім, отямившись, схоплюється з місця та поспішає до Вертера, щоб запобігти біді.

### Акт четвертий. Різдво в Вецлар. Квартира Вертера
Картина перша
Різдво. Падає сніг. Місяць яскраво освітлює дерева і дахи будинків. Вікна світяться, за ними родини мешканців Вецлара святкують Різдво. Раптово лунає звук пострілу.
Картина друга
Вбігає Шарлотта. Вона бачить смертельно пораненого Вертера, який лежить біля стола. У жаху від того, що сталося, вона зізнається Вертеру, що любить лише його. Вона зважилася. Якщо Вертер видужає, вона залишить чоловіка і, незважаючи на думку спільноти, виїде з Вертером. Але пізно. Вертер вмирає. З вулиці доносяться дитячі голоси, які співають Різдвяний гімн.